# 郭成 (明朝)
郭成，四川都指揮使司敘南衞（今四川省宜賓市）人，明朝军事将领。

## 生平
郭成世職軍職，擔任京口圌山把總、吳淞陸路把總、浙直副總兵，歷任蘇松參將，進江南三沙副總兵，當時倭寇進犯通州，被守將李錫，轉而進攻崇明、三沙，郭成擊潰沈其舟，并斬獲一百三十多人。隆慶元年，升任都督僉事，為廣東總兵官，渡海進攻曾一本并獲得勝利，晉升都督同知。當時周雲翔等殺參將耿宗元，投奔倭寇，并屯兵平山大安峒，進攻海豐。郭成率軍夾擊，斬首一千三百等人，之後進攻潮州，俘虜倭寇一千三百等人。之後轉移平定四川都掌蠻叛亂，后因事被罷免。
萬曆元年，命劉顯征討，起用郭成為副將，率先攻佔九絲山，生擒阿大。之後改為貴州總兵官，鎮守銅仁，平定苗族叛亂。之後再次因事被彈劾罷免。
不久再次起用，擔任四川總兵官。當時永寧宣撫奢效忠去世，妻奢世統沒有兒子，而妾奢世續有子奢崇周年幼。前總兵劉顯受命，讓奢世續署宣撫印，招致奢世統憤怒，攻擊奢世續的落紅寨。奢世續逃亡永寧。郭成派遣義子郭天心率領指揮禹嘉績拿問。郭天心攻佔奢世續的家宅并搶奪財產；郭成也攻佔落紅寨，將奢氏家產全部洗劫。奢效忠弟弟沙卜於是殺死三位裨將，并逮捕郭天心。一時巡撫、按察使上疏彈劾，下吏部，被遣戍雲南。當時恰逢松茂之役，郭成被舉薦戴罪立功。郭成遂帶領七千部隊抵達黃沙，并與總兵官李應祥平定叛亂。之後接連攻佔膩乃、楊九乍叛變。之後火落赤進攻西寧，四川巡撫李尚思檄郭成援助，並在松林扎營，此後逼退進犯。當時楊應龍叛變，郭成討伐但沒有戰功，以戴罪辦理。不久死於任內。

## 延伸阅读
[在维基数据编辑]
 《明史卷二百一十二》，出自《明史》